# Gegevensoverdracht

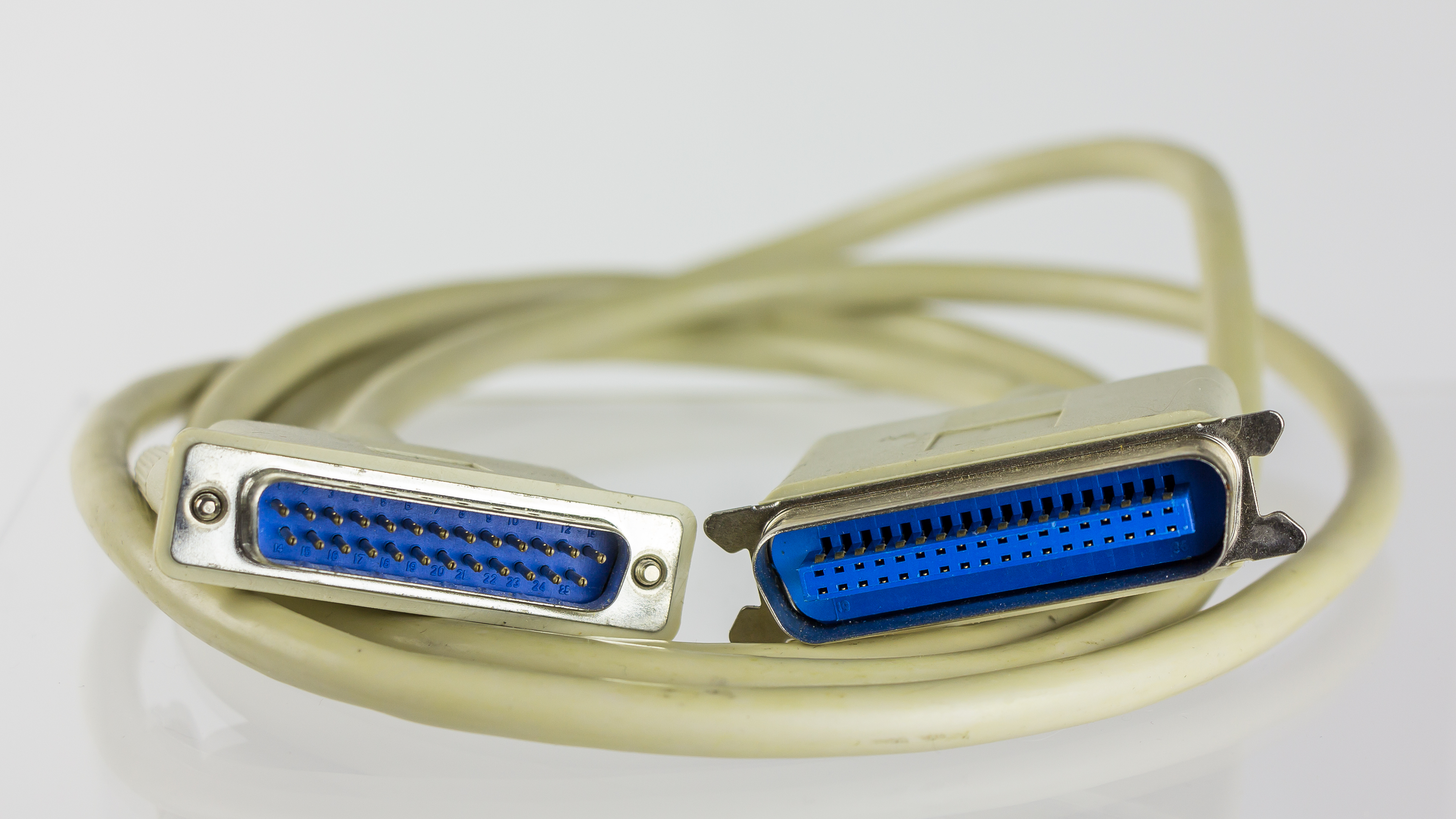
Printerkabel volgens IEEE 1284 voor digitale gegevensoverdracht tussen computer en printer. In het vakjargon wordt de afgebeelde kabel ook wel (kortweg) Centronics-kabel genoemd.

Gegevensoverdracht, informatieoverdracht, dataoverdracht, datacommunicatie of datatransmissie is verzenden en ontvangen van gegevens over een communicatiekanaal. 

## Soorten gegevensoverdracht
Bij een analoge overdracht van informatie kan een grootheid die de informatie representeert of elk van zijn componenten voortdurend binnen bepaalde grenzen elke waarde aannemen (de numerieke waarde kan elke waarde in een reëel interval zijn) en elke afwijking kan betekenis hebben. Bij discrete of digitale overdracht is er een eindig aantal betekenisdragende waarden, waarbij kleine afwijkingen geen betekenis dragen. Bij discrete overdracht is er een zwart-wit onderscheid tussen correcte en incorrecte overdracht, terwijl dit bij analoge overdracht niet zo is, omdat de gegevens niet oneindig nauwkeurig kunnen worden overgedragen.  

### Geschiedenis
Aanvankelijk communiceerden mensen op afstand via bijvoorbeeld rooksignalen of de tamtam. Het verzenden van grote hoeveelheden informatie over grote afstanden was alleen mogelijk door het transporteren van een gegevensdrager. In de Oudheid had men al het idee van optische communicatie, maar de eerste praktische semafoor werd pas eind 18e eeuw in werking gesteld. In 1843 werd de elektrische telegraaf uitgevonden. In 1895 werden voor het eerst draadloos gegevens verzonden.

### Discrete en digitale gegevensoverdracht
De hoeveelheid overgedragen gegevens per tijdseenheid is de overdrachtssnelheid. Bij binaire gegevens wordt die vaak uitgedrukt in bits per seconde (bps) of duizendvouden daarvan. De eenheid bytes per seconde, en duizendvouden of duizendvierentwintigvouden daarvan, kan ook gebruikt worden. De hoeveelheid tijd die het kost om de afstand – met inbegrip van eventuele tussenstations (zoals versterkers, repeaters, bridges, switches en routers) – te overbruggen is de latency (vertraging). De mate van onregelmatigheid in deze vertragingen,  ofwel de verschillen over tijd tussen deze latency tussen de verscheidene, verzonden en ontvangen informatieverzamelingen (meestal packets genoemd) die daardoor ook out-of-order ontvangen kunnen worden – duidt men met de term jitter.